# مجله استرند
مجله استرند (انگلیسی: The Strand Magazine) یک مجلهٔ ماهیانه بریتانیایی بود که توسط «جرج نیونس» پایه‌گذاری شد و رمان‌های کوتاه و مطالب روزمرهٔ عمومی چاپ می‌کرد. نسخیت نسخهٔ آن در بریتانیا در ژانویهٔ ۱۸۹۱ منتشر شد و چاپ آن تا مارس ۱۹۵۰ ادامه داشت و در مجموع ۷۱۱ شماره از آن منتشر شد. این مجله از همان آغاز محبوب بود به نحوی که در حدود ۳۰۰٬۰۰۰ نسخه از آن در چاپ اول به فروش رفت. اندک‌اندک فروش مجله افزایش یافت و به ۵۰۰٬۰۰۰ نسخه در ماه رسید که این استقبال تا دههٔ ۱۹۳۰ ادامه داشت. مجموعه داستان‌های شرلوک هولمز شهرت خود را با چاپ در این مجله به دست آورد. دفتر اصلی این مجله در «خیابان برلی» در نزدیکی خیابان استرند واقع شده بود. چاپ این مجله، به صورت فصل‌نامه از سال ۱۹۹۸ از سر گرفته شد.